# Portuscale Cruises
Portuscale Cruises é uma companhia de fretamento de navios portuguesa. Foi a primeira companhia marítima dedicada a cruzeiros com sede em Portugal.
A Portuscale Cruises gastou 20 milhões de euros no restauro dos seus quatro paquetes, mas só operou dois deles entre 2013 e 2015, o Paquete Funchal e o Paquete Azores.
A Caixa Económica Montepio Geral financiou em 148,3 milhões de euros o ruinoso negócio de cruzeiros, tendo como garantia apenas 40% desse valor — cerca de 58,3 milhões. Parte do financiamento foi utilizada para amortizar empréstimos de outras instituições de crédito e até para pagar o salário e dois carros para o empresário Rui Alegre.

## Frota actual[2]
- Paquete Funchal, com 244 camarotes.[3]
- Paquete Azores, com 277 camarotes.
- Paquete Porto, com 162 camarotes.

O Paquete Lisboa, com 300 camarotes, foi vendido, por 3 milhões de euros, para desmantelamento na sucata de Aliaga, Turquia, onde chegou a 23 de Julho de 2015, após travessia do Mediterrâneo puxado pelo reboque oceânico "Hellas". O navio esteve mais de um ano aportado no Cais-Ponte da Matinha, em Lisboa, ao lado do Paquete "Porto" também detido pela Portuscale.
Desde Março de 2015 que a Portuscale Cruises passou a fretador, deixando o mercado de cruzeiros operados em marca própria. O Paquete Funchal foi encostado ao cais da Margueira (Almada), de onde saiu em final de Setembro do mesmo ano para o cais-ponte da Matinha, onde se encontra amarado ao lado do Paquete Porto.